# Dżibuti na Mistrzostwach Świata w Lekkoatletyce 2019
Dżibuti na Mistrzostwach Świata w Lekkoatletyce 2019 – reprezentacja Dżibuti podczas mistrzostw świata w Doha liczyła 4 zawodników.

## Skład reprezentacji

### Mężczyźni
| Zawodnik             | Konkurencja    | Eliminacje | Eliminacje | Półfinał | Półfinał | Finał   | Finał   | Źródło            |
| Zawodnik             | Konkurencja    | Wynik      | Pozycja    | Wynik    | Pozycja  | Wynik   | Pozycja | Źródło            |
| -------------------- | -------------- | ---------- | ---------- | -------- | -------- | ------- | ------- | ----------------- |
| Youssouf Hich Bachir | bieg na 1500 m | 3:37,93    | 24. q      | 3:36,72  | 10. Q    | 3:37,96 | 12.     | [ 1 ] [ 2 ] [ 3 ] |
| Abdi Waiss Mouhyadin | bieg na 1500 m | 3:38,79    | 30.        | NQ       | NQ       | NQ      | NQ      | [ 1 ] [ 2 ] [ 3 ] |
| Ayanleh Souleiman    | bieg na 1500 m | 3:36,16    | 1. Q       | 3:38,35  | 22.      | NQ      | NQ      | [ 1 ] [ 2 ] [ 3 ] |
| Bouh Ibrahim         | bieg na 5000 m | 13:36,39   | 22.        | —        | —        | NQ      | NQ      | [ 4 ]             |